# Notre-Dame de Candelaria
Pour les articles homonymes, voir Candelaria.

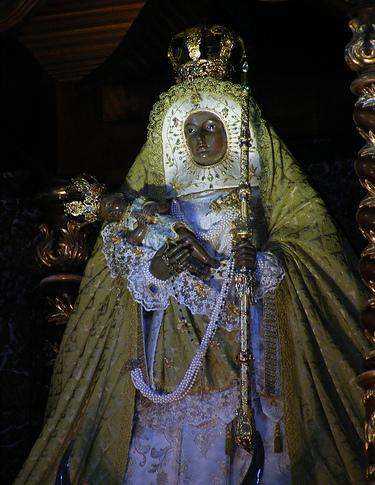
Notre-Dame de Candelaria dans la basilique de la Candelaria, à Tenerife.

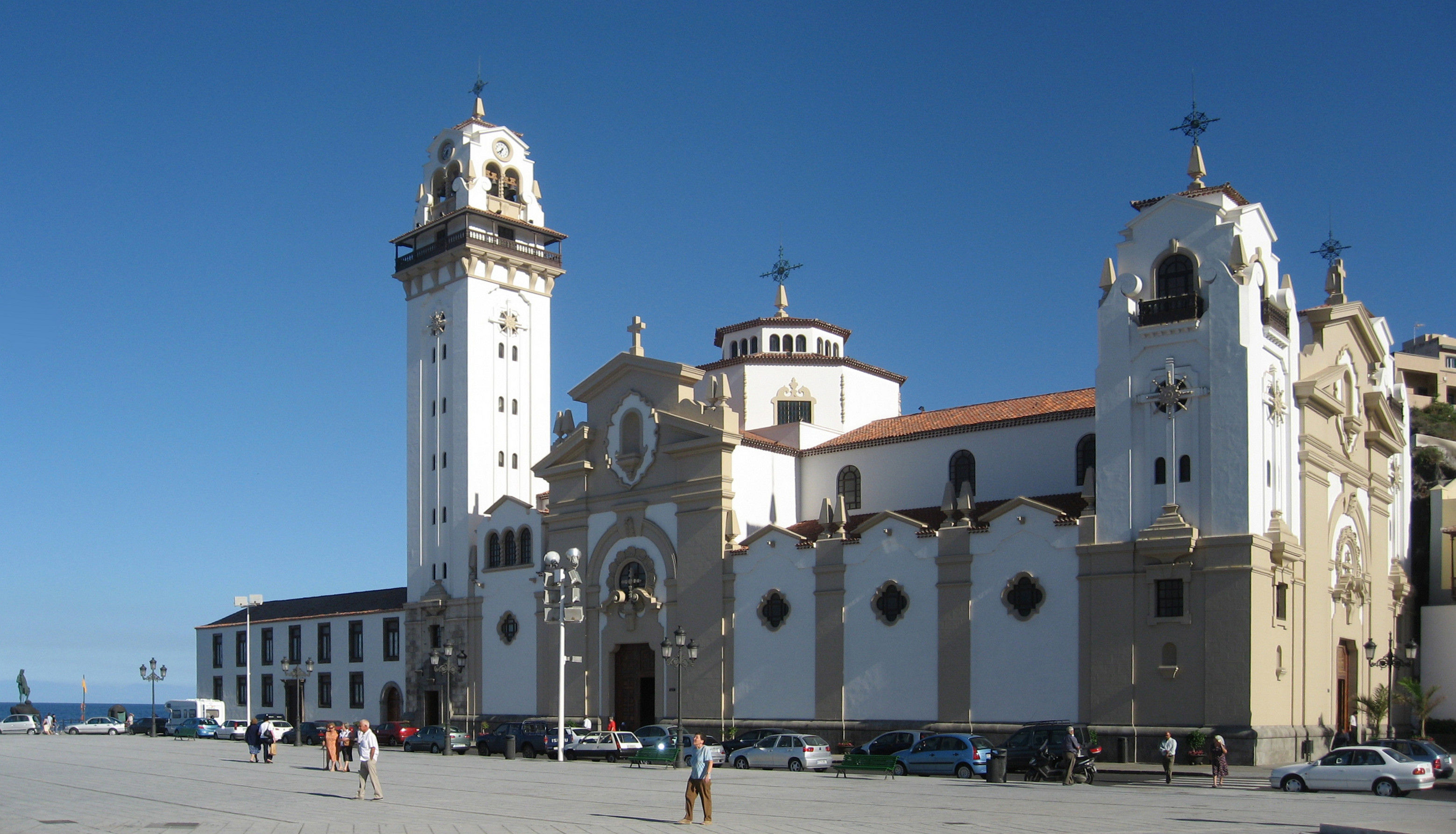
Extérieur de la basilique de la Candelaria à Tenerife.

Notre-Dame de Candelaria ou Vierge de Candelaria (en espagnol Virgen de Candelaria) est le nom donné à la Vierge Marie lors de son apparition à deux indigènes Guanches de Tenerife (Îles Canaries) en 1390. Elle est la patronne des îles Canaries.

## Histoire

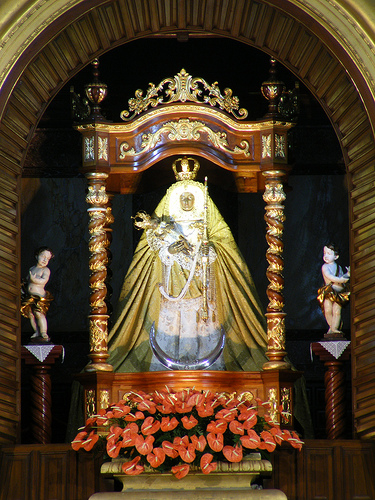
Santa Virgen de Candelaria (Notre-Dame de la Chandeleur), patronne des îles Canaries, vue d'ensemble. C’est dans cet archipel espagnol qu’a commencé l'identification de la Chandeleur avec la Vierge Marie pour ses relevailles, 40 jours après la Noël. Cette statue de style néo-classique date de 1827, elle a remplacé la précédente, de style haut gothique médiéval, emportée par une inondation en 1826.

Après la conquête des Canaries, en 1599 le pape Clément VIII a déclaré la Vierge comme patronne des îles Canaries, et le 12 décembre 1867, le pape Pie IX l'a déclarée patronne principale des îles Canaries. Le 13 octobre 1889, la Vierge de Candelaria a été canoniquement couronnée par l'évêque de Tenerife, étant ainsi la cinquième en Espagne et, bien sûr, la première des îles Canaries.
La Vierge rappelle la Présentation de Jésus au Temple de Jérusalem et est une Vierge noire nommée La Morenita. Le 7 novembre 1826, l'image originale de la Vierge a disparu dans une tempête et a dû être remplacée : l'image actuelle, qui
est vénérée aujourd'hui, a été sculptée par le sculpteur Fernando Estévez et bénie en 1830.
La Vierge de la Candelaria est vénérée aujourd'hui dans la Basilique de Notre-Dame de la Candelaria, qui reçoit des millions de pèlerins chaque année.

## Fêtes

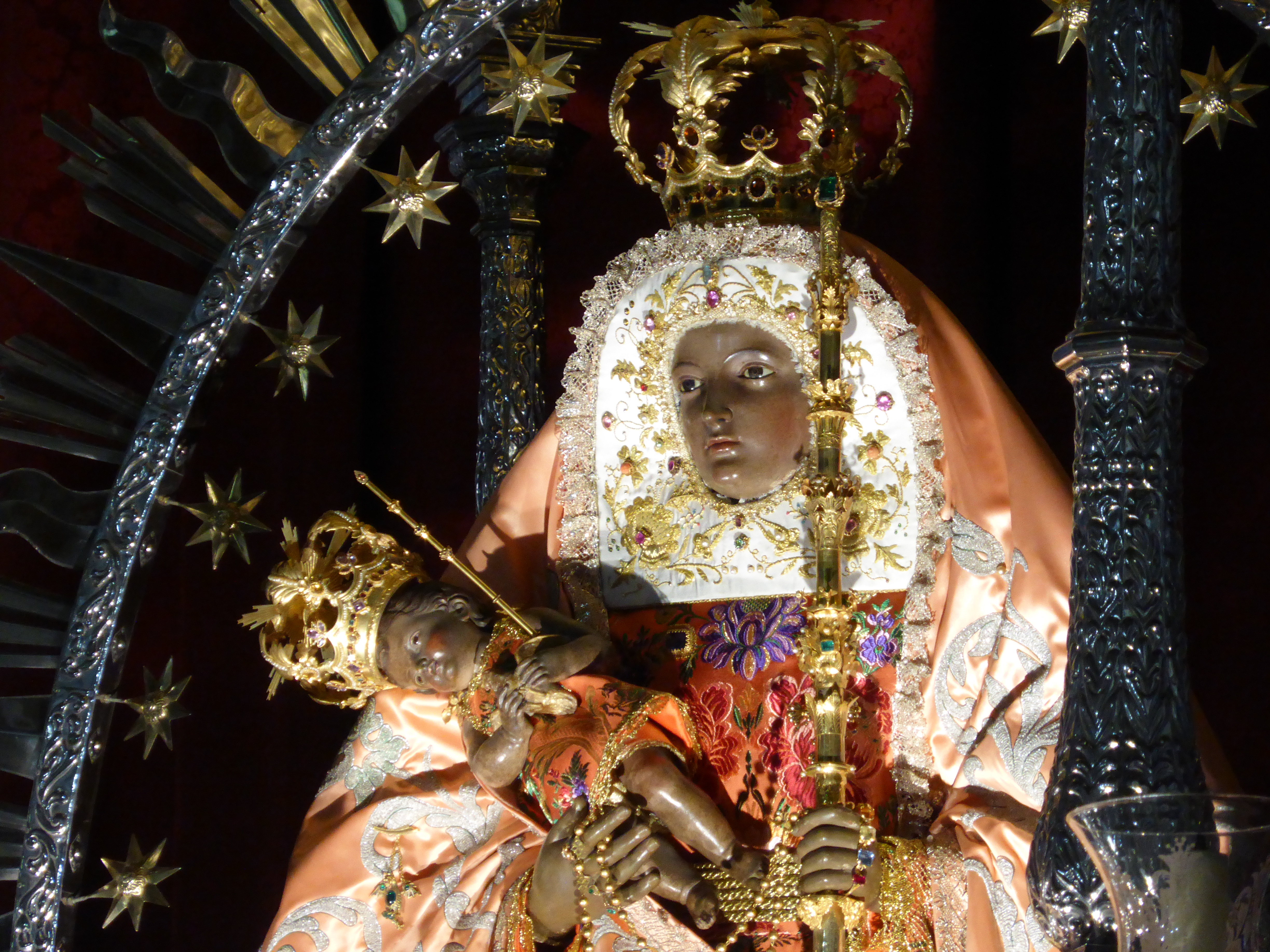
Notre-Dame de la Chandeleur de Tenerife, en gros plan dans ses habits de fête. Ici la statue est sur son trône de procession en argent repoussé, et on la voit dans l'un de ses 30 costumes, utilisés en différentes fêtes et temps liturgiques.

Avant la conquête de Tenerife, les aborigènes guanches ont célébré une fête autour de l'image de la Vierge lors de la fête de Beñesmen au mois d'août. Ce fut la fête de la récolte, qui a marqué le début de l'année. Actuellement, la fête de la Vierge de Candelaria aux îles Canaries est célébrée le 2 février ainsi que le 15 août, jour de l'Assomption de la Vierge Marie chez les catholiques. Pour certains historiens, les festivités organisées en l'honneur de la Vierge au cours du mois d'août sont un syncrétique qui rappelle les vieux partis Beñesmen.
Actuellement, les 2 février et 15 août, des milliers de pèlerins viennent de toutes les Îles Canaries et d'autres régions d'Espagne dans la ville de Candelaria pour vénérer la Vierge de la Candelaria,.
En outre a lieu tous les sept ans la tradition de déplacement de l'image de la Vierge de la Candelaria dans les villes de Santa Cruz de Tenerife (capitale de l'île) et de San Cristóbal de La Laguna (siège du diocèse de Tenerife) qui l’accueillent alternativement. Par exemple, en 2002 la Vierge s'installe à Santa Cruz, et sept ans plus tard, en 2009, elle s'installe à La Laguna, et ainsi de suite.